# Vordingborg
Vordingborg este un oraș în Danemarca.